# بيتينا إرليخ
بيتينا إرليخ (بالألمانية: Bettina Bauer-Ehrlich)‏ هي كاتبة للأطفال ورسامة وكاتِبة نمساوية، ولدت في 19 مارس 1903 في فيينا في النمسا، وتوفيت في 10 أكتوبر 1985 في لندن في المملكة المتحدة.